# Nizza di Sicilia
Nizza di Sicilia – miejscowość i gmina we Włoszech, w regionie Sycylia, w prowincji Mesyna.
Według danych na rok 2004 gminę zamieszkiwało 3521 osób, 270,8 os./km².